# Glödbandstetra
Glödbandstetra (Hemigrammus erythrozonus) är en fiskart som beskrevs av Durbin, 1909. Glödbandstetra ingår i släktet Hemigrammus och familjen Characidae. Inga underarter finns listade i Catalogue of Life.